# Morcar (thegn)
Pour le comte de Northumbrie, voir Morcar.
Morcar est un noble anglais mort en 1015. Il est l'un des principaux thegns du nord de la Mercie à la fin du règne d'Æthelred le Malavisé.

## Biographie
Le chroniqueur du XIIe siècle Jean de Worcester indique que Morcar et son frère Sigeferth sont les fils d'un certain Earngrim inconnu par ailleurs. Morcar a pour épouse Ealdgyth, fille d'Ælfthryth et petite-fille de Wulfrun, une riche propriétaire terrienne des Midlands au Xe siècle. Ce lien de parenté explique la présence de Morcar parmi les bénéficiaires du testament du thegn Wulfric Spot, dressé entre 1002 et 1004. Ce dernier lui lègue toute une série de domaines dans le Derbyshire et le sud du Yorkshire : Walesho (Wales ?), Theogendethorp, Whitwell, Clowne, Barlborough, Duckmanton (en), Mosborough (en), Eckington, Beighton (en), Doncaster et Morlingtun. Ce legs conséquent fait de Morcar le principal bénéficiaire du testament à l'exception de l'abbaye de Burton fondée par Wulfric. Sa femme reçoit quant à elle Austrey, dans le Warwickshire, et leur fille, qui est par ailleurs la filleule de Wulfric Spot, reçoit Stretton, dans le Staffordshire.
Morcar apparaît comme témoin sur plusieurs chartes du roi Æthelred le Malavisé à partir de 1001 avec le rang latin de minister, équivalent du thegn vieil-anglais. Il ne semble pas avoir souffert de la chute de l'oncle de sa femme, l'ealdorman Ælfhelm, tué en 1006 avec l'accord du roi. Il est le bénéficiaire de trois chartes, entre 1009 et 1012, qui lui permettent d'accroître ses possessions dans le Derbyshire par l'acquisition ou la confirmation de Weston, Morley, Smalley, Kidsley, Crich, Ingleby, Ufre et Eckington. L'étendue de ses domaines lui vaut d'être décrit avec son frère comme « les principaux thegns des Sept Bourgs », c'est-à-dire de la région des Cinq Bourgs auxquels s'ajoutent Torksey et York.
Dans le cadre des luttes intestines qui marquent les dernières années du règne d'Æthelred, Morcar et Sigeferth apparaissent comme les adversaires de l'ealdorman de Mercie Eadric Streona qui est l'un des conseillers les plus écoutés du roi. Cette rivalité naît peut-être dans un contexte local comme une lutte pour la suprématie dans les Midlands. Les deux frères semblent avoir été proches des princes de sang opposés à Eadric : d'abord Æthelstan Ætheling, le fils aîné du roi, dont le testament mentionne leurs deux noms, puis, après sa mort en juillet 1014, son frère cadet Edmond.
La Chronique anglo-saxonne rapporte qu'en 1015, Morcar et Sigeferth sont assassinés « traîtreusement » par Eadric Streona lors d'une réunion du witan à Oxford. Leurs biens sont aussitôt confisqués par le roi, ce qui implique que l'ealdorman a agi avec son consentement. Le prince Edmond s'empresse de revendiquer l'héritage des deux thegns assassinés et épouse la veuve de Sigeferth pour signaler son opposition aux actions d'Eadric.
Certains historiens, comme Stephen Baxter, considèrent qu'Ælfgifu, femme d'Ælfgar (comte de Mercie sous le règne d'Édouard le Confesseur), pourrait être la fille de Morcar, sans être nécessairement celle qui figure dans le testament de Wulfric Spot.